# Gstetten (Gemeinde Haag)
Gstetten ist ein Dorf und eine Katastralgemeinde der Stadtgemeinde Haag im Bezirk Amstetten in Niederösterreich.

## Geografie
Der Ortsteil, der bis 2020 als Ortschaft ausgewiesen war, befindet sich westlich von Haag beiderseits der Landesstraße L6267. die Katastralgemeinde besteht aus Klingenbrunn, Paga, Satled, Ziegelstadl und weiteren, unbenannten Lagen.

## Siedlungsentwicklung
Zum Jahreswechsel 1979/1980 befanden sich in Gstetten insgesamt 62 Bauflächen auf 29.728 m² und 81 Gärten auf 147.641 m² und auch 1989/1990 waren es 62 Bauflächen. 1999/2000 war die Zahl der Bauflächen auf 70 angewachsen. 2009/2010 waren es 118 Gebäude auf 181 Bauflächen.

## Geschichte
Laut Adressbuch von Österreich waren im Jahr 1938 in Gstetten ein Gemischtwarenhändler, ein Schneider und einige Landwirte ansässig. Bis zur Eingemeindung nach Haag war der Ort ein Teil der damaligen Gemeinde Haag (Land).

## Landwirtschaft
Die Katastralgemeinde ist landwirtschaftlich geprägt. 238 Hektar wurden zum Jahreswechsel 1979/1980 landwirtschaftlich genutzt und 56 Hektar waren forstwirtschaftlich geführte Waldflächen. 1999/2000 wurde auf 250 Hektar Landwirtschaft betrieben und 58 Hektar waren als forstwirtschaftlich genutzte Flächen ausgewiesen. Ende 2018 waren 223 Hektar als landwirtschaftliche Flächen genutzt und Forstwirtschaft wurde auf 56 Hektar betrieben. Die durchschnittliche Bodenklimazahl von Gstetten beträgt 44,3 (Stand 2010).